# Сусек
Сусек је насеље у Србији у општини Беочин у Јужнобачком округу. Село се налази на самом рубу општине Беочин, на путу према Илоку. Удаљено је 35 km од Новог Сада и место је најзападније где вози приградски аутобуси из Новог Сада. Према попису из 2022. било је 847 становника.

## Историја
Сусек по својој старости спада у најстарија села, јер се помиње још у првом веку наше ере када је имао и своје утврђење и звао се Cornacum. Следећи податак о овом месту је тек из XV века када је још постојала тврђава.
За Сусек постоје подаци о броју становника још из 1869. године, када је имао 2.127 становника. Године 1885. село је припадало Ердевичком изборном срезу са својих 966 становника. Тај број се повећавао сваке године, тако да је 1921. године имао 3.501 становника. За време Другог светског рата број становника је драстично опао, због масовног учешћа Сусечана у редовима партизана. После рата број становника се усталио на бројци од 1.400 људи.

## Цркве и манастири
У селу постоји лепа црква са изванредним иконостасом који је израдио Теодор Крачун 1779. године. Но, за Сусек је везано и постојање једног давног ишчезлог манастира. Још 1549. године у једном турском документу помиње се манастир Аколово, где се калуђерима дозвољава да поправе монашке ћелије. Значи манастир ту постоји од раније. Дуго се није знала локација овог манастира, али у атару села Сусека и данас постоји потест Вакалова, који треба повезати с поседом деспотице Јелене из 1520. године. И каснији турски пописи бележе земљиште Акалову између Сусека и Корушке. Манастир је изгледа после 1614. године потпуно напуштен. Касније се само помиње рибњак Акалова код Сусека који припада манастиру Шишатовац.

## Привреда
Село је богато са пољопривредом и сточним фондом. Локални пријем млека у селу месечно прихвати 60.000 литара крављег млека, које доносе сељаци. Испорука се врши два пута по дану, након јутарње муже и вечерње муже.
- Откуп млека
- Откуп млека

## Демографија
У насељу Сусек живи 886 пунолетних становника, а просечна старост становништва износи 40,2 година (39,4 код мушкараца и 41,1 код жена). У насељу има 370 домаћинстава, а просечан број чланова по домаћинству је 3,06.
Ово насеље је великим делом насељено Србима (према попису из 2002. године), а у последња три пописа, примећен је пад у броју становника.
|  |

| Демографија | Демографија | Демографија |
| Година      | Становника  | Становника  |
| ----------- | ----------- | ----------- |
| 1900.       | 2.672       |             |
| 1910.       | 3.391       |             |
| 1921.       | 3.501       |             |
| 1931.       | 3.124       |             |
| 1948.       | 1.444       |             |
| 1953.       | 1.490       |             |
| 1961.       | 1.502       |             |
| 1971.       | 1.440       |             |
| 1981.       | 1.217       |             |
| 1991.       | 1.137       | 1.134       |
| 2002.       | 1.132       | 1.148       |

| Етнички састав према попису из 2002.‍ | Етнички састав према попису из 2002.‍ | Етнички састав према попису из 2002.‍ | Етнички састав према попису из 2002.‍ | Етнички састав према попису из 2002.‍ |
| ------------------------------------ | ------------------------------------ | ------------------------------------ | ------------------------------------ | ------------------------------------ |
|                                      |                                      |                                      |                                      |                                      |
| Срби                                 | Срби                                 |                                      | 1.052                                | 92,93%                               |
| Роми                                 | Роми                                 |                                      | 28                                   | 2,47%                                |
| Хрвати                               | Хрвати                               |                                      | 13                                   | 1,14%                                |
| Словаци                              | Словаци                              |                                      | 6                                    | 0,53%                                |
| Мађари                               | Мађари                               |                                      | 5                                    | 0,44%                                |
| Југословени                          | Југословени                          |                                      | 5                                    | 0,44%                                |
| Црногорци                            | Црногорци                            |                                      | 3                                    | 0,26%                                |
| Украјинци                            | Украјинци                            |                                      | 2                                    | 0,17%                                |
| Муслимани                            | Муслимани                            |                                      | 2                                    | 0,17%                                |
| непознато                            | непознато                            |                                      | 14                                   | 1,23%                                |

| Година пописа     | 1948. | 1953. | 1961. | 1971. | 1981. | 1991. | 2002. |
| ----------------- | ----- | ----- | ----- | ----- | ----- | ----- | ----- |
| Број домаћинстава | 406   | 426   | 462   | 445   | 404   | 401   | 370   |

| Број чланова      | 1  | 2  | 3  | 4  | 5  | 6  | 7 | 8 | 9 | 10 и више | Просек |
| ----------------- | -- | -- | -- | -- | -- | -- | - | - | - | --------- | ------ |
| Број домаћинстава | 75 | 87 | 66 | 73 | 39 | 18 | 8 | 3 | 0 | 1         | 3,06   |

| Пол    | Укупно | Неожењен/Неудата | Ожењен/Удата | Удовац/Удовица | Разведен/Разведена | Непознато |
| ------ | ------ | ---------------- | ------------ | -------------- | ------------------ | --------- |
| Мушки  | 468    | 142              | 286          | 26             | 14                 | 0         |
| Женски | 464    | 75               | 285          | 85             | 17                 | 2         |
| УКУПНО | 932    | 217              | 571          | 111            | 31                 | 2         |

| Пол    | Укупно                    | Пољопривреда, лов и шумарство | Рибарство                            | Вађење руде и камена | Прерађивачка индустрија       |
| ------ | ------------------------- | ----------------------------- | ------------------------------------ | -------------------- | ----------------------------- |
| Мушки  | 281                       | 120                           | 11                                   | 0                    | 65                            |
| Женски | 134                       | 69                            | 0                                    | 0                    | 11                            |
| УКУПНО | 415                       | 189                           | 11                                   | 0                    | 76                            |
| Пол    | Производња и снабдевање   | Грађевинарство                | Трговина                             | Хотели и ресторани   | Саобраћај, складиштење и везе |
| Мушки  | 1                         | 12                            | 13                                   | 2                    | 7                             |
| Женски | 0                         | 0                             | 17                                   | 3                    | 0                             |
| УКУПНО | 1                         | 12                            | 30                                   | 5                    | 7                             |
| Пол    | Финансијско посредовање   | Некретнине                    | Државна управа и одбрана             | Образовање           | Здравствени и социјални рад   |
| Мушки  | 1                         | 1                             | 2                                    | 9                    | 9                             |
| Женски | 0                         | 0                             | 5                                    | 13                   | 10                            |
| УКУПНО | 1                         | 1                             | 7                                    | 22                   | 19                            |
| Пол    | Остале услужне активности | Приватна домаћинства          | Екстериторијалне организације и тела | Непознато            | Непознато                     |
| Мушки  | 9                         | 0                             | 0                                    | 19                   | 19                            |
| Женски | 3                         | 0                             | 0                                    | 3                    | 3                             |
| УКУПНО | 12                        | 0                             | 0                                    | 22                   | 22                            |

## Збирка слика
- Основна школа Јован Поповић
- Сеоске куће у Сусеку одликује и лепа архитектура
- Сељани се баве пољопривредом
- Дунав покрај Сусека, у Срему
- Православна црква
- Православна црква
- Иконостас
- Сусек - видео